# Phloeopora diluta
Phloeopora diluta är en skalbaggsart som beskrevs av Sharp 1880. Phloeopora diluta ingår i släktet Phloeopora och familjen kortvingar. Inga underarter finns listade i Catalogue of Life.